# Cień Archanioła
Cień Archanioła – spektakl Teatru Telewizji z cyklu Teatru Sensacji „Kobra” z 1975 roku w reż. Barbary Borys-Damięckiej.

## Opis fabuły
Podczas remontu niedużego pensjonatu na Mazurach, jego właściciel Jan Wilski odkrywa w skrytce stare płótno. Kiedy oddaje go do ekspertyzy okazuje się, że jest to bezcenny obraz hiszpańskiego malarza Velasqueza – część większej kolekcji pewnego polskiego arystokraty zaginionej podczas ostatniej wojny. Sprawa trafia do specjalnego wydziału MO, który na miejsce znaleziska wysyła zakonspirowanego agenta. Niestety zostaje on skrycie zamordowany, a wkrótce później jego los podziela również Wilski. Dwa trupy nadają sprawie zupełnie nowy wymiar i na miejsce przestępstwa zostaje wysłana grupa specjalnie przeszkolonych agentów MO. Nadzorowana przez płk. Gonczara, misterna operacja doprowadza do zdemaskowania mordercy.  

## Obsada aktorska
- Maciej Góraj – porucznik Brzozowicz
- Piotr Garlicki – kapitan Morski
- Bogusz Bilewski – pułkownik Gonczar
- Krzysztof Kumor – major Ziętara
- Bożena Dykiel – porucznik Milewska
- Ewa Borowik – Joanna Wilska
- Gabriel Nehrebecki – Kruk
- Zbigniew Kryński – Wilski
- Marian Friedmann – dyrektor muzeum Lewandowski
- Barbara Gołębiowska – sekretarka
- Janusz Cywiński – Larsen
- Tadeusz Cygler – Ringe
- Tadeusz Grabowski – Pawelczyk
- Jerzy Januszewicz – dyrektor
- Edward Sosna – ekspert laboratorium kryminalistyki
- Ryszard Pikulski – docent Żuk
- Józef Osławski – barman „Żyletka”
- Wojciech Kępczyński – Kunicki
- Bożena Pietraszek – Krysia
- Piotr Grabowski – wywiadowca

i inni.